# Rugby-Union-Juniorenweltmeisterschaft 2017
Die Rugby-Union-Juniorenweltmeisterschaft 2017 (engl. 2017 World Rugby U20 Championship) war die zehnte Ausgabe der Weltmeisterschaft für U20-Junioren-Nationalmannschaften in der Sportart Rugby Union. Sie fand vom 31. Mai bis 18. Juni 2017 in Georgien statt, das zum ersten Mal der Veranstalter war. Den Juniorenweltmeistertitel gewann zum sechsten Mal Neuseeland.
Drei Monate später fand in Uruguay die World Rugby U20 Trophy 2017 für tiefer eingestufte Mannschaften statt.

## Austragungsorte
Sämtliche Spiele fanden an folgenden Orten statt:
| Ort      | Stadion                | Kapazität |
| -------- | ---------------------- | --------- |
| Kutaissi | Aia Arena              | 05.000    |
| Tiflis   | Awtschala-Stadion      | 03.200    |
| Tiflis   | Micheil-Meschi-Stadion | 27.223    |

## Teilnehmer
| Land        | Bisherige Teilnahmen | Ergebnis 2016 | Bestes Ergebnis                            |
| ----------- | -------------------- | ------------- | ------------------------------------------ |
| Argentinien | 10                   | 3.            | 3. Platz (2016)                            |
| Australien  | 10                   | 6.            | 2. Platz (2010)                            |
| England     | 10                   | 1.            | Weltmeister (2013, 2014, 2016)             |
| Frankreich  | 10                   | 9.            | 4. Platz (2011, 2015)                      |
| Georgien    | 2                    | 10.           | 10. Platz (2016)                           |
| Irland      | 10                   | 2.            | 2. Platz (2016)                            |
| Italien     | 8                    | 11.           | 11. Platz (2008, 2011, 2014, 2015, 2016)   |
| Neuseeland  | 10                   | 5.            | Weltmeister (2008, 2009, 2010, 2011, 2015) |
| Samoa       | 7                    | –             | 8. Platz (2014)                            |
| Schottland  | 10                   | 8.            | 8. Platz (2015, 2016)                      |
| Südafrika   | 10                   | 4.            | Weltmeister (2012)                         |
| Wales       | 10                   | 7.            | 2. Platz (2013)                            |

## Vorrunde

### Gruppe A
|    | Land       | Spiele | Siege | Unent. | Ndlg. | Spiel- punkte | Diff. | Bonus- punkte | Tabellen- punkte |
| -- | ---------- | ------ | ----- | ------ | ----- | ------------- | ----- | ------------- | ---------------- |
| 1. | England    | 3      | 3     | 0      | 0     | 128:58        | + 70  | 2             | 14               |
| 2. | Australien | 3      | 2     | 0      | 1     | 76:63         | + 13  | 2             | 10               |
| 3. | Wales      | 3      | 1     | 0      | 2     | 93:78         | + 15  | 2             | 6                |
| 4. | Samoa      | 3      | 0     | 0      | 3     | 63:161        | − 98  | 1             | 1                |

| 31. Mai 2017 13:00 GET | England        | 74 : 17 | Samoa | Awtschala-Stadion, Tiflis Schiedsrichter: Dan Jones (Wales) |
| 31. Mai 2017 13:00 GET | (43:3) Bericht |         |       | Awtschala-Stadion, Tiflis Schiedsrichter: Dan Jones (Wales) |

| 31. Mai 2017 20:30 GET | Australien     | 24 : 17 | Wales | Awtschala-Stadion, Tiflis Schiedsrichter: Frank Murphy (Irland) |
| 31. Mai 2017 20:30 GET | (10:7) Bericht |         |       | Awtschala-Stadion, Tiflis Schiedsrichter: Frank Murphy (Irland) |

| 4. Juni 2017 15:30 GET | Australien     | 33 : 26 | Samoa | Awtschala-Stadion, Tiflis Schiedsrichter: Jaco van Heerden (Südafrika) |
| 4. Juni 2017 15:30 GET | (8:10) Bericht |         |       | Awtschala-Stadion, Tiflis Schiedsrichter: Jaco van Heerden (Südafrika) |

| 4. Juni 2017 20:30 GET | England         | 34 : 22 | Wales | Awtschala-Stadion, Tiflis Schiedsrichter: Pierre Brousset (Frankreich) |
| 4. Juni 2017 20:30 GET | (24:10) Bericht |         |       | Awtschala-Stadion, Tiflis Schiedsrichter: Pierre Brousset (Frankreich) |

| 8. Juni 2017 13:00 GET | Wales          | 54 : 20 | Samoa | Awtschala-Stadion, Tiflis Schiedsrichter: Jamie Nutbrown (Neuseeland) |
| 8. Juni 2017 13:00 GET | (28:6) Bericht |         |       | Awtschala-Stadion, Tiflis Schiedsrichter: Jamie Nutbrown (Neuseeland) |

| 8. Juni 2017 20:30 GET | England         | 20 : 19 | Australien | Awtschala-Stadion, Tiflis Schiedsrichter: Mike Adamson (Schottland) |
| 8. Juni 2017 20:30 GET | (10:16) Bericht |         |            | Awtschala-Stadion, Tiflis Schiedsrichter: Mike Adamson (Schottland) |

### Gruppe B
|    | Land       | Spiele | Siege | Unent. | Ndlg. | Spiel- punkte | Diff. | Bonus- punkte | Tabellen- punkte |
| -- | ---------- | ------ | ----- | ------ | ----- | ------------- | ----- | ------------- | ---------------- |
| 1. | Neuseeland | 3      | 3     | 0      | 0     | 179:49        | + 130 | 3             | 15               |
| 2. | Schottland | 3      | 2     | 0      | 1     | 69:86         | − 17  | 1             | 9                |
| 3. | Italien    | 3      | 1     | 0      | 2     | 64:106        | − 42  | 2             | 6                |
| 4. | Irland     | 3      | 0     | 0      | 3     | 52:123        | − 71  | 2             | 2                |

| 31. Mai 2017 13:00 GET | Neuseeland      | 42 : 20 | Schottland | Aia Arena, Kutaissi Schiedsrichter: Tom Foley (England) |
| 31. Mai 2017 13:00 GET | (19:10) Bericht |         |            | Aia Arena, Kutaissi Schiedsrichter: Tom Foley (England) |

| 31. Mai 2017 15:30 GET | Irland         | 21 : 22 | Italien | Aia Arena, Kutaissi Schiedsrichter: Mike Adamson (Schottland) |
| 31. Mai 2017 15:30 GET | (3:15) Bericht |         |         | Aia Arena, Kutaissi Schiedsrichter: Mike Adamson (Schottland) |

| 4. Juni 2017 13:00 GET | Irland          | 28 : 32 | Schottland | Aia Arena, Kutaissi Schiedsrichter: Dan Jones (Wales) |
| 4. Juni 2017 13:00 GET | (10:12) Bericht |         |            | Aia Arena, Kutaissi Schiedsrichter: Dan Jones (Wales) |

| 4. Juni 2017 15:30 GET | Neuseeland      | 68 : 26 | Italien | Aia Arena, Kutaissi Schiedsrichter: Pablo Deluca (Argentinien) |
| 4. Juni 2017 15:30 GET | (39:21) Bericht |         |         | Aia Arena, Kutaissi Schiedsrichter: Pablo Deluca (Argentinien) |

| 8. Juni 2017 13:00 GET | Schottland      | 17 : 16 | Italien | Aia Arena, Kutaissi Schiedsrichter: Nic Berry (Australien) |
| 8. Juni 2017 13:00 GET | (12:10) Bericht |         |         | Aia Arena, Kutaissi Schiedsrichter: Nic Berry (Australien) |

| 8. Juni 2017 15:30 GET | Irland         | 3 : 69 | Neuseeland | Aia Arena, Kutaissi Schiedsrichter: Jaco van Heerden (Südafrika) |
| 8. Juni 2017 15:30 GET | (3:31) Bericht |        |            | Aia Arena, Kutaissi Schiedsrichter: Jaco van Heerden (Südafrika) |

### Gruppe C
|    | Land        | Spiele | Siege | Unent. | Ndlg. | Spiel- punkte | Diff. | Bonus- punkte | Tabellen- punkte |
| -- | ----------- | ------ | ----- | ------ | ----- | ------------- | ----- | ------------- | ---------------- |
| 1. | Südafrika   | 3      | 2     | 1      | 0     | 133:51        | + 82  | 2             | 12               |
| 2. | Frankreich  | 3      | 2     | 1      | 0     | 103:48        | + 55  | 1             | 11               |
| 3. | Argentinien | 3      | 1     | 0      | 2     | 76:124        | − 48  | 2             | 6                |
| 4. | Georgien    | 3      | 0     | 0      | 3     | 40:129        | − 89  | 0             | 0                |

| 31. Mai 2017 15:30 GET | Südafrika       | 23 : 23 | Frankreich | Awtschala-Stadion, Tiflis Schiedsrichter: Nic Berry (Australien) |
| 31. Mai 2017 15:30 GET | (10:12) Bericht |         |            | Awtschala-Stadion, Tiflis Schiedsrichter: Nic Berry (Australien) |

| 31. Mai 2017 18:00 GET | Argentinien     | 37 : 26 | Georgien | Awtschala-Stadion, Tiflis Schiedsrichter: Pierre Brousset (Frankreich) |
| 31. Mai 2017 18:00 GET | (17:12) Bericht |         |          | Awtschala-Stadion, Tiflis Schiedsrichter: Pierre Brousset (Frankreich) |

| 4. Juni 2017 13:00 GET | Argentinien   | 25 : 26 | Frankreich | Awtschala-Stadion, Tiflis Schiedsrichter: Jamie Nutbrown (Neuseeland) |
| 4. Juni 2017 13:00 GET | (7:3) Bericht |         |            | Awtschala-Stadion, Tiflis Schiedsrichter: Jamie Nutbrown (Neuseeland) |

| 4. Juni 2017 15:00 GET | Südafrika      | 38 : 14 | Georgien | Awtschala-Stadion, Tiflis Schiedsrichter: Tom Foley (England) |
| 4. Juni 2017 15:00 GET | (19:7) Bericht |         |          | Awtschala-Stadion, Tiflis Schiedsrichter: Tom Foley (England) |

| 8. Juni 2017 15:30 GET | Argentinien     | 14 : 72 | Südafrika | Awtschala-Stadion, Tiflis Schiedsrichter: Frank Murphy (Irland) |
| 8. Juni 2017 15:30 GET | (14:31) Bericht |         |           | Awtschala-Stadion, Tiflis Schiedsrichter: Frank Murphy (Irland) |

| 8. Juni 2017 18:00 GET | Frankreich     | 54 : 0 | Georgien | Awtschala-Stadion, Tiflis Schiedsrichter: Pablo Deluca (Argentinien) |
| 8. Juni 2017 18:00 GET | (28:0) Bericht |        |          | Awtschala-Stadion, Tiflis Schiedsrichter: Pablo Deluca (Argentinien) |

## Setzliste
Die Setzliste für die K.-o.-Phase, basierend auf den Ergebnissen der Vorrunde.
|                           | Land        | Gruppe | Diff. | Punkte |
| ------------------------- | ----------- | ------ | ----- | ------ |
| Finalrunde                |             |        |       |        |
| 01.                       | Neuseeland  | B      | + 130 | 15     |
| 02.                       | England     | A      | + 70  | 14     |
| 03.                       | Südafrika   | C      | + 82  | 12     |
| 04.                       | Frankreich  | C      | + 55  | 11     |
| Playoff um Platz 5 bis 8  |             |        |       |        |
| 05.                       | Australien  | A      | + 13  | 10     |
| 06.                       | Schottland  | B      | − 17  | 9      |
| 07.                       | Wales       | A      | + 15  | 6      |
| 08.                       | Italien     | B      | − 42  | 6      |
| Playoff um Platz 9 bis 12 |             |        |       |        |
| 09.                       | Argentinien | C      | − 48  | 6      |
| 10.                       | Irland      | B      | − 71  | 2      |
| 11.                       | Samoa       | A      | − 98  | 1      |
| 12.                       | Georgien    | C      | − 89  | 0      |

## K.-o.-Phase

### Playoff um Platz 9 bis 12
|  | Halbfinale       | Halbfinale       |                  |    | 9. Platz         | 9. Platz         |
|  |                  |                  |                  |    |                  |                  |
|  | Irland           | 52               |                  |    |                  |                  |
|  | Samoa            | 26               |                  |    |                  |                  |
|  | 13. Juni, Tiflis |                  |                  |    |                  |                  |
|  |                  |                  | 18. Juni, Tiflis |    |                  |                  |
|  | Irland           | 24               |                  |    |                  |                  |
|  |                  | Georgien         | 18               |    |                  |                  |
|  |                  |                  |                  |    |                  |                  |
|  | 11. Platz        |                  |                  |    |                  |                  |
|  | 13. Juni, Tiflis | 13. Juni, Tiflis | Samoa            | 42 |                  |                  |
|  | Argentinien      | 25               | Argentinien      | 53 |                  |                  |
|  | Georgien         | 26               |                  |    | 18. Juni, Tiflis | 18. Juni, Tiflis |

Halbfinale
| 13. Juni 2017 13:00 GET | Irland         | 52 : 26 | Samoa | Awtschala-Stadion, Tiflis Schiedsrichter: Tom Foley (England) |
| 13. Juni 2017 13:00 GET | (26:5) Bericht |         |       | Awtschala-Stadion, Tiflis Schiedsrichter: Tom Foley (England) |

| 13. Juni 2017 15:30 GET | Argentinien     | 25 : 26 | Georgien | Micheil-Meschi-Stadion, Tiflis Schiedsrichter: Jaco van Heerden (Südafrika) |
| 13. Juni 2017 15:30 GET | (11:23) Bericht |         |          | Micheil-Meschi-Stadion, Tiflis Schiedsrichter: Jaco van Heerden (Südafrika) |

Spiel um Platz 11
| 18. Juni 2017 12:00 GET | Samoa          | 42 : 53 | Argentinien | Awtschala-Stadion, Tiflis Schiedsrichter: Pierre Brousset (Frankreich) |
| 18. Juni 2017 12:00 GET | (7:31) Bericht |         |             | Awtschala-Stadion, Tiflis Schiedsrichter: Pierre Brousset (Frankreich) |

Spiel um Platz 9
| 18. Juni 2017 13:00 GET | Irland         | 24 : 18 | Georgien | Micheil-Meschi-Stadion, Tiflis Schiedsrichter: Pablos Deluca (Argentinien) |
| 18. Juni 2017 13:00 GET | (7:10) Bericht |         |          | Micheil-Meschi-Stadion, Tiflis Schiedsrichter: Pablos Deluca (Argentinien) |

### Playoff um Platz 5 bis 8
|  | Halbfinale       | Halbfinale       |                  |    | 5. Platz         | 5. Platz         |
|  |                  |                  |                  |    |                  |                  |
|  | Australien       | 42               |                  |    |                  |                  |
|  | Italien          | 19               |                  |    |                  |                  |
|  | 13. Juni, Tiflis |                  |                  |    |                  |                  |
|  |                  |                  | 18. Juni, Tiflis |    |                  |                  |
|  | Schottland       | 24               |                  |    |                  |                  |
|  |                  | Australien       | 17               |    |                  |                  |
|  |                  |                  |                  |    |                  |                  |
|  | 7. Platz         |                  |                  |    |                  |                  |
|  | 13. Juni, Tiflis | 13. Juni, Tiflis | Wales            | 25 |                  |                  |
|  | Schottland       | 29               | Italien          | 24 |                  |                  |
|  | Wales            | 25               |                  |    | 18. Juni, Tiflis | 18. Juni, Tiflis |

Halbfinale
| 13. Juni 2017 15:30 GET | Australien      | 42 : 19 | Italien | Awtschala-Stadion, Tiflis Schiedsrichter: Dan Jones (Wales) |
| 13. Juni 2017 15:30 GET | (14:12) Bericht |         |         | Awtschala-Stadion, Tiflis Schiedsrichter: Dan Jones (Wales) |

| 13. Juni 2017 18:00 GET | Schottland      | 29 : 25 | Wales | Awtschala-Stadion, Tiflis Schiedsrichter: Pierre Brousset (Frankreich) |
| 13. Juni 2017 18:00 GET | (19:12) Bericht |         |       | Awtschala-Stadion, Tiflis Schiedsrichter: Pierre Brousset (Frankreich) |

Spiel um Platz 7
| 18. Juni 2017 17:00 GET | Wales          | 25 : 24 | Italien | Awtschala-Stadion, Tiflis Schiedsrichter: Jaco van Heerden (Südafrika) |
| 18. Juni 2017 17:00 GET | (15:9) Bericht |         |         | Awtschala-Stadion, Tiflis Schiedsrichter: Jaco van Heerden (Südafrika) |

Spiel um Platz 5
| 18. Juni 2017 14:30 GET | Schottland     | 24 : 17 | Australien | Awtschala-Stadion, Tiflis Schiedsrichter: Jamie Nutbrown (Neuseeland) |
| 18. Juni 2017 14:30 GET | (3:10) Bericht |         |            | Awtschala-Stadion, Tiflis Schiedsrichter: Jamie Nutbrown (Neuseeland) |

### Finalrunde
|  | Halbfinale       | Halbfinale       |                  |    | Finale           | Finale           |
|  |                  |                  |                  |    |                  |                  |
|  | England          | 24               |                  |    |                  |                  |
|  | Südafrika        | 22               |                  |    |                  |                  |
|  | 13. Juni, Tiflis |                  |                  |    |                  |                  |
|  |                  |                  | 18. Juni, Tiflis |    |                  |                  |
|  | England          | 17               |                  |    |                  |                  |
|  |                  | Neuseeland       | 64               |    |                  |                  |
|  |                  |                  |                  |    |                  |                  |
|  | 3. Platz         |                  |                  |    |                  |                  |
|  | 13. Juni, Tiflis | 13. Juni, Tiflis | Südafrika        | 37 |                  |                  |
|  | Neuseeland       | 39               | Frankreich       | 15 |                  |                  |
|  | Frankreich       | 26               |                  |    | 18. Juni, Tiflis | 18. Juni, Tiflis |

Halbfinale
| 13. Juni 2017 18:00 GET | England         | 24 : 22 | Südafrika | Micheil-Meschi-Stadion, Tiflis Schiedsrichter: Frank Murphy (Irland) |
| 13. Juni 2017 18:00 GET | (17:12) Bericht |         |           | Micheil-Meschi-Stadion, Tiflis Schiedsrichter: Frank Murphy (Irland) |

| 13. Juni 2017 20:30 GET | Neuseeland     | 39 : 26 | Frankreich | Micheil-Meschi-Stadion, Tiflis Schiedsrichter: Mike Adamson (Schottland) |
| 13. Juni 2017 20:30 GET | (29:0) Bericht |         |            | Micheil-Meschi-Stadion, Tiflis Schiedsrichter: Mike Adamson (Schottland) |

Spiel um Platz 3
| 18. Juni 2017 15:30 GET | Südafrika     | 37 : 15 | Frankreich | Micheil-Meschi-Stadion, Tiflis Schiedsrichter: Tom Foley (England) |
| 18. Juni 2017 15:30 GET | (7:8) Bericht |         |            | Micheil-Meschi-Stadion, Tiflis Schiedsrichter: Tom Foley (England) |

Finale
| 18. Juni 2017 18:00 GET | England                                                                                 | 17 : 64        | Neuseeland | Micheil-Meschi-Stadion, Tiflis Schiedsrichter: Nic Berry (Australien) |
| 18. Juni 2017 18:00 GET | Versuche: Earl 18. erh. Mitchell 52. n.erh. Bayliss 71. n.erh. Erhöhungen: Malins (1/3) | (7:40) Bericht | Versuche: Papalii 4. n.erh. Rakete-Stones 9. erh. Aumua (3) 25. erh., 37. erh., 60. n.erh. Walker-Leawere 28. erh. Jacobson (2) 40. erh., 78. erh. McKay 46. n.erh. Christie 67. erh. Erhöhungen: Perofeta (7/10) | Micheil-Meschi-Stadion, Tiflis Schiedsrichter: Nic Berry (Australien) |

## Schlussplatzierungen
| Platz | Land        |
| ----- | ----------- |
| 01    | Neuseeland  |
| 02    | England     |
| 03    | Südafrika   |
| 04    | Frankreich  |
| 05    | Schottland  |
| 06    | Australien  |
| 07    | Wales       |
| 08    | Italien     |
| 09    | Irland      |
| 10    | Georgien    |
| 11    | Argentinien |
| 12    | Samoa       |

Neuseeland wurde Weltmeister, Samoa stieg ab und nahm 2018 an der World Rugby U20 Trophy teil.